# のれん分け
のれん分け（のれんわけ）とは、従業員が独立する際に同一の屋号の使用を認める日本の商慣行である。本家と同一の屋号を染め抜いた暖簾の使用を奉公人に認めるものとして、江戸時代以降に広まった。2010年代以降も飲食店を中心に慣行が残っている。

## 概要
室町時代以降、屋号や屋号を現す紋を染め抜いた暖簾を使うことが商家を中心に広まった。江戸時代に入り、元禄・宝永（1700年前後）の頃には商家集団や職人集団の象徴として扱われるようになり、暖簾内（のれんうち）・店内（たなうち）の概念が確立していく。暖簾内は、その祖・中心となる本家・主家、本家の血縁者から枝分かれした分家、本家や分家の奉公人から独立した別家で構成され、分家や別家が独立にあたって本家から同じ屋号の使用を許されることを「のれん分け」といった。
分家・別家は、本家と同じ屋号を使用することで、本家の系譜にある店であること、独立に足る経験や能力があることを認められていることを示すことができ、同業者や取引先からの信用獲得につながった。のれん分けを受けていることを加入条件とする株仲間もあったほか、小間物問屋の本家からのれん分けを受けた刃物問屋の木屋など、商家によっては、家同士の競合を避けるために本家と同一の商品を扱うことを制限することもあった。
別家独立という目標があることは、奉公人の帰属意識・勤労意欲を高める効果もあった。明治時代以降、雇用形態も住み込みを前提とした年季奉公から通勤給料制へと徐々に移行していったが、大企業並みの給与や退職金は提示できないが将来の独立開業を支援するとして従業員の確保を図ろうとうする企業、一国一城の主になりたいという意欲を持つ従業員、双方の利害が一致することで、中小企業を中心にのれん分けの慣行は続いていく。2010年代以降も飲食店を中心にのれん分けの事例を確認できる。
近代的な会社法制の下での支社・子会社の設立、1920年代以降、チェーンストア理論も普及していくと、財閥の系列企業や同一資本の下でのレギュラー・チェーンとの比較で、従来の別家独立に類似するもの、従業員が別資本の店舗を立ち上げた上で本家と同一の屋号・商標を用いることを指して、のれん分けということが一般化している。1975年には当時の国民金融公庫が8年以上の勤務経験を持つ従業員を対象としたのれん分け融資制度を創設している。
本家も含めた店舗間の関係性によっては、ボランタリー・チェーンに分類されることもあり、鳥貴族の社員独立制度や美容室チェーンAshの暖簾分け型フランチャイズは従業員独立支援型フランチャイズともいわれている。

## 飲食店における暖簾分け
江戸時代からのれん分けが行われた蕎麦屋の砂場など、飲食店ではのれん分けが盛んであり、明治維新以降も満留賀や力餅食堂などが新たにのれん分けを始め、第二次世界大戦後も店舗数を増やしていった。2010年代以降も、他業種と比較して飲食店ののれん分け事例は多い。
店舗間の交流や商標の管理のために、のれん会といわれる組織を作る例があり、大規模なものだと、満留賀会麺業協同組合として法人化した満留賀会、最盛期には180店舗が参加した力餅食堂の力餅連合会、下北沢の丸長から始まり大勝軒などのラーメン屋が加盟する丸長のれん会などがある。のれん会と各店舗の関係は、フランチャイズ本部と加盟店舗の関係というよりも、師弟や兄弟弟子のような独立前の人間関係のほか、本店の血縁者から広まった丸長、新潟県出身者が多い増田屋、但馬地方出身者が多い力餅食堂など、人的なつながりを基礎としていることが多い。
のれん分けした店舗に料理の味付けやメニュー構成の統一をどの程度求めるかは、独自の牧場を持って商品開発も共同で行ったスエヒロのような例もあれば、各店が自由に経営する丸長のれん会と様々である。また、ラーメン二郎などのラーメン店は、のれん分け後も修行時の店の味を忠実に再現しようとする者、修行時とは全く違う味を目指す者と様々なパターンがあるともいわれている。
また、餃子の王将と大阪王将のように、のれん分け後に営業地区が重複して競合関係となり、商標使用の紛争が生じた例もある。